# Parco nazionale di Lorentz
Il parco nazionale di Lorentz è un'area naturale protetta che si trova nella provincia indonesiana di Papua, nota precedentemente col nome di Irian Jaya (Nuova Guinea occidentale). Con un'area di 25,056 km² è il parco nazionale più grande del Sud-est asiatico. Nel 1999 Lorentz venne dichiarato patrimonio dell'umanità dell'UNESCO.
Ottimo esempio di biodiversità nella Nuova Guinea, Lorentz è uno dei parchi più ecologicamente vari del mondo. È la sola riserva naturale della regione asia-pacifica a contenere tutti gli ecosistemi da quello marino alle mangrovie, dalle foreste acquatiche marine a quelle di acqua dolce, da quello alpino ai ghiacciai equatoriali. Con i suoi 4884 metri il Puncak Jaya (noto in precedenza come Carstensz Pyramid) è la montagna più alta tra l'Himalaya e le Ande.
Il Birdlife International ha descritto il parco di Lorentz come “probabilmente la riserva più importante della Nuova Guinea”.
Il parco contiene zone tuttora inesplorate e non mappate, e probabilmente contiene molte specie vegetali ed animali ancora sconosciute alla scienza occidentale. Le conoscenze delle comunità locali di etnobotanici ed etnozoologi riguardo al biota di Lorentz è molto poco documentata.
Il parco è intitolato all'esploratore e diplomatico olandese Hendrikus Albertus Lorentz, che attraversò la zona durante una spedizione del 1909-1910.

## Aspetti culturali
La foresta di Lorentz racchiude le terre che tradizionalmente appartengono a numerosi gruppi etnici, tra cui Asmat, Amungme, Dani, Sempan e Nduga. Si ritiene universalmente che le strategie di conservazione del parco dovranno incorporare necessità ed aspirazioni di questi popoli al fine di difendere la biodiversità. Inoltre la diversità culturale è un'altra importante misura di successo del parco.

## I rischi
I principali rischi per la biodiversità vengono dal disboscamento commerciale, dalla conversione della foresta in piantagioni agricole, da piccoli appezzamenti dei coloni, industria mineraria/petrolio/gas e dal commercio illegale di specie animali. Anche il riscaldamento globale pone un serio rischio.
Dal 2005 non si sono registrati disboscamenti a fini commerciali o altri rischi. Al momento non esistono progetti dedicati alla protezione del parco, e la creazione di nuovi terreni coltivabili è minima. Il bracconaggio resta però un serio problema. L'operazione mineraria (oro e bronzo) portata avanti dalla Freeport è stata attiva per decenni ad est e ad ovest del parco, ma non al suo interno. È in corso la ricerca di petrolio dentro al parco e a nord-est.
La salute della biodiversità è attualmente eccellente. Nonostante i problemi siano stati al momenti bloccati, la deforestazione potrebbe diventare critica in futuro. I cambiamenti climatici pongono un grave rischio, ma gli effetti sul parco sono tuttora incerti.

## Stato di conservazione
Dal 2005 non ci sono dipendenti o guardie assegnate al parco di Lorentz. Il successo del parco dipende in gran parte dall'aiuto della comunità locale, piuttosto che da un sostegno esterno. Numerose organizzazioni per la conservazione sono attive sul territorio.